# Serie A 1980 (pallanuoto maschile)
La Serie A 1980 è stata la 61ª edizione del massimo livello del campionato italiano maschile di pallanuoto. La Rari Nantes Florentia conquista il suo nono titolo nazionale concludendo il torneo senza subire sconfitte; la Lazio retrocede dopo oltre 35 stagioni consecutive nella massima serie.

## Classifica finale
|  |     | Classifica finale 1980 | Pt | G  | V  | N | P  | GF  | GS  | DR   |
|  | --- | ---------------------- | -- | -- | -- | - | -- | --- | --- | ---- |
|  | 1.  | Florentia              | 41 | 22 | 19 | 3 | 0  | 220 | 119 | +101 |
|  | 2.  | FIAT Torino            | 37 | 22 | 17 | 3 | 2  | 141 | 102 | +39  |
|  | 3.  | Camogli                | 30 | 22 | 13 | 4 | 5  | 152 | 138 | +14  |
|  | 4.  | Pro Recco              | 28 | 22 | 12 | 4 | 6  | 157 | 147 | +10  |
|  | 5.  | Canottieri Napoli      | 23 | 22 | 11 | 1 | 10 | 162 | 134 | +28  |
|  | 6.  | Civitavecchia          | 23 | 22 | 10 | 3 | 9  | 165 | 170 | -5   |
|  | 7.  | Bogliasco              | 16 | 22 | 6  | 4 | 12 | 145 | 162 | -17  |
|  | 8.  | Posillipo              | 16 | 22 | 7  | 2 | 13 | 124 | 159 | -35  |
|  | 9.  | Nervi                  | 14 | 22 | 6  | 2 | 14 | 143 | 169 | -26  |
|  | 10. | Pescara                | 14 | 22 | 6  | 2 | 14 | 114 | 156 | -42  |
|  | 11. | Sturla                 | 12 | 22 | 5  | 2 | 15 | 144 | 181 | -37  |
|  | 12. | Lazio                  | 8  | 22 | 3  | 2 | 17 | 139 | 179 | -40  |

## Verdetti
- Rari Nantes Florentia Campione d'Italia
- Sturla e Lazio retrocesse in Serie B